# Eulervinklar

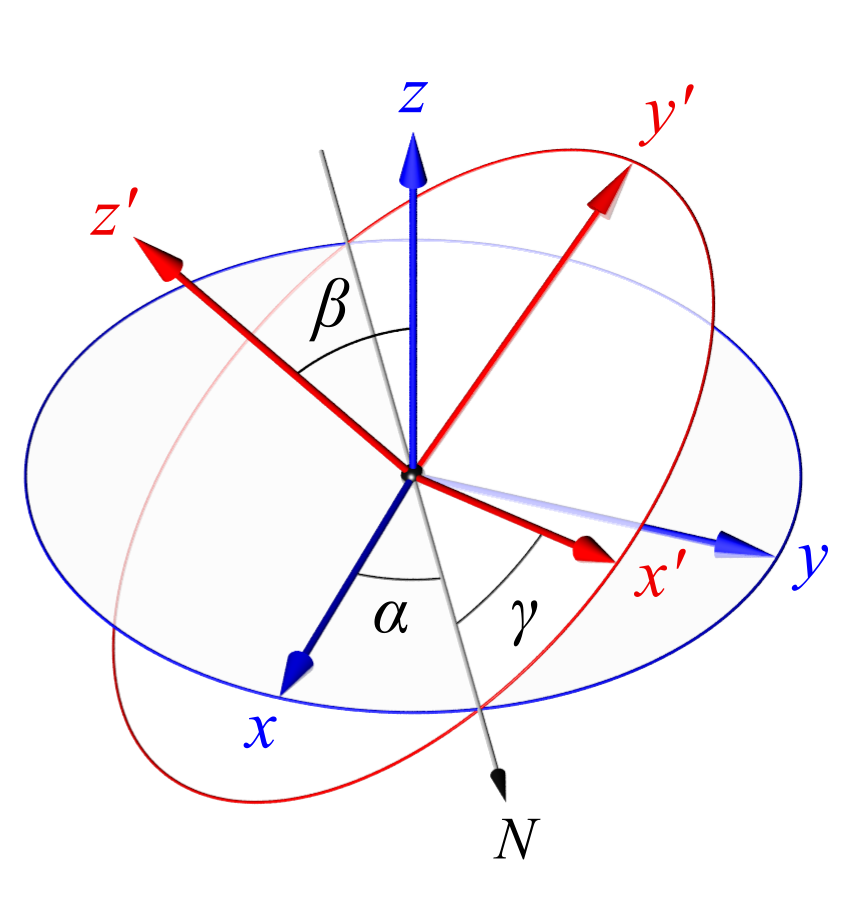
Eulervinklar som representerar rotationer kring z, N och z´-axeln. Det ursprungliga xyz-systemet visas i blått och det roterade x´y´z´-systemet visas i rött

Eulervinklar är tre vinklar som infördes av Leonhard Euler för att beskriva en stel kropps orientering. För att beskriva en sådan orientering i den 3-dimensionella euklidiska rymden krävs tre parametrar. De kan anges på flera sätt, eulervinklar är ett av dem. Eulervinklar används också för att beskriva orienteringen av en referensram (ett koordinatsystem eller bas) relativt en annan. Vinklarna betecknas oftast med α, β, γ eller φ, θ, ψ.
Eulervinklar representerar en sekvens av tre elementära rotationer, det vill säga rotationer kring axlarna i ett koordinatsystem. Till exempel enligt (se bild)
1. En vridning kring z-axeln med en vinkel α
2. En rotation runt N-axeln (x´-axeln) med en vinkel β
3. En sista vridning runt z´-axeln med en vinkel γ

Dessa rotationer utgår från en känd standardorientering (höger- eller vänsterorienterat koordinatsystem). Inom fysiken representeras denna från början givna standardorientering vanligen av ett orörligt (fast, globalt) koordinatsystem.
Vilken som helst orientering kan åstadkommas genom en följd av tre elementära rotationer. Det roterade koordinatsystemet kan tänkas vara stelt fäst vid en stel kropp. I detta fall, kallas det ibland för ett lokalt koordinatsystem. 
Det finns tolv möjliga sekvenser av rotationsaxlar, uppdelade i två grupper:
Klassiska eulervinklar: 
z-x-z, x-y-x, y-z-y, z-y-z, x-z-x, y-x-y
Tait–Bryan-vinklar: 
x-y-z, y-z-x, z-x-y, x-z-y, z-y-x, y-x-z
Tait-Bryan-vinklar kallas också cardanvinklar eller nautiska vinklar. Ibland kallas båda typerna av sekvenser "eulervinklar". I så fall kallas sekvenserna i den första gruppen klassiska eulervinklar.
Med hjälp av eulervinklar kan till exempel en roterad vinkelhastighetsvektor (uttryckt i det kroppsfixa systemet) skrivas som
{\displaystyle \omega _{x}'=\alpha \sin \beta \sin \gamma +\beta \cos \gamma }
{\displaystyle \omega _{y}'=\alpha \sin \beta \cos \gamma -\beta \cos \gamma }
{\displaystyle \omega _{z}'=\alpha \cos \beta +\gamma }